# Mezcla de dióxido de carbono supercrítica

Diagrama de fases del dióxido de carbono

Mezcla de dióxido de carbono supercrítica  (mezcla sCO2) es una mezcla homogénea de dióxido de carbono con uno o más fluidos (fluido dopante) que se encuentra en o por encima de su temperatura y presión críticas.
El dióxido de carbono se comporta como un fluido supercrítico por encima de su temperatura crítica (304.13 K, 31.0 °C, 87.8 °F) y presión crítica (7.3773 MPa, 72.8 atm, 1,070 psi, 73.8 bar), capaz de expandirse hasta ocupar su recipiente de igual forma que un gas, pero con la densidad característica de un líquido.
Combinando el dióxido de carbono con otros fluidos, que habitualmente se denominan dopantes, la temperatura crítica y presión crítica de la mezcla se puede modificar. La mezcla sCO2 normalmente se diseña con el fin de incrementar la temperatura crítica de la mezcla por encima de la temperatura crítica del  CO2 para su uso en  el ciclo termodinámico de las plantas de generación de energía eléctrica, proporcionando una mayor eficiencia energética.

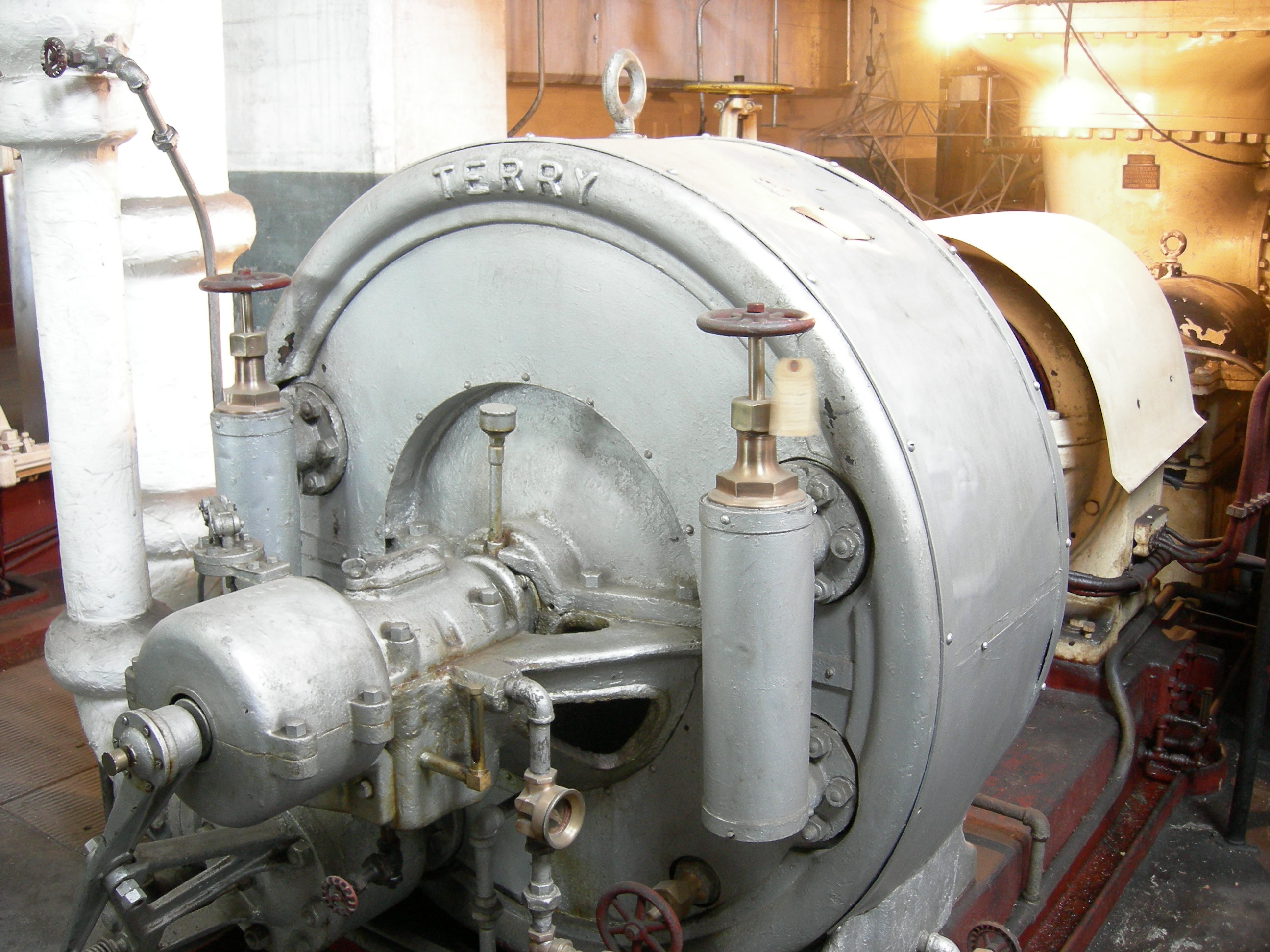
Turbina de vapor

## Aplicaciones

### Generación de electricidad
A pesar del desarrollo de nuevas tecnologías de generación de  energía eléctrica, la mayor parte de las centrales eléctricas  son centrales térmicas, y que por tanto emplean una fuente de calor (solar térmica, nuclear, combustible fósil, biomasa, incineración, geotérmica) para producir electricidad. Aunque esta conversión se puede realizar de forma más directa empleando el efecto Seebeck, la eficiencia en la producción eléctrica se ve enormemente incrementada al emplear un ciclo termodinámico. Tradicionalmente, la mayoría de centrales termoeléctricas se basan en el ciclo Rankine, y emplean turbinas de vapor para la producción de electricidad. La eficiencia de cualquier ciclo termodinámico se ve limitada por la diferencia de temperatura entre el foco caliente y el foco frío del sistema. Cuanto mayor sea esta diferencia, más electricidad se puede obtener a partir  del ciclo. Reemplazar el vapor de agua por dióxido de carbono supercrítico permite alcanzar un mayor diferencial de temperatura, mejorando la eficiencia energética de la central eléctrica.
Los fluidos en estado supercrítico intercambian calor con más eficacia, este efecto es más acusado en el foco caliente del ciclo. Además, el dióxido de carbono posee el doble de densidad con respecto al vapor de agua. Al poseer una mayor densidad y calor específico que otros fluidos, permite disminuir el tamaño de los componentes del ciclo termodinámico, lo que reduce la huella ecológica y la inversión de capital en la construcción de la instalación. Adicionalmente, el dióxido de carbono supercrítico es ignífugo, no tóxico y barato. La eficiencia se puede incrementar aún más empleando un ciclo combinado.
Una de las principales limitaciones que ha retrasado el uso masivo de dióxido de carbono y mezclas de dióxido de carbono supercríticas es la corrosión. Los materiales en contacto con el fluido supercrítico deben tener una elevada resistencia a esfuerzos mecánicos a alta temperatura , y especialmente a fluencia en caliente. .

### Energía solar de concentración

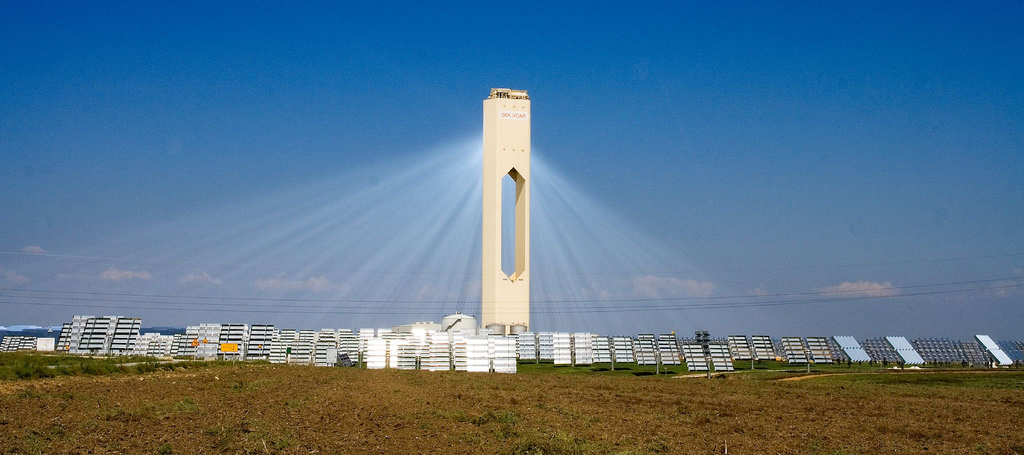
Solúcar PS10, la primera planta solar termoeléctrica por tecnología de torre explotada comercialmente. Se encuentra en Sanlúcar la Mayor, Sevilla, España

La energía termosolar de concentración (CSP) es una tecnología de energía solar térmica que usa espejos o lentes para concentrar la luz solar en un receptor. El receptor alcanza muy altas temperaturas, de hasta 1000 °C en el caso de las centrales solares de torre comerciales, y más aún en prototipos. Esto facilita un alta tasa de conversión de energía eléctrica, aunque para ello también es necesario emplear un ciclo termodinámico adecuado.
Emplear dióxido de carbono supercrítico como fluido para el ciclo termodinámico en centrales de energía solar de concentración puede suponer un importante ahorro. La mayor eficiencia energética obtenida permite producir la misma cantidad de electricidad con una menor ocupación del terreno. Esto, unido a otras reducciones de coste, permitiría, según estimaciones, que el coste de producción de electricidad en condiciones climáticas favorables se reduzca a 9,5-10 centavos de dólar. Sin embargo, una instalación de ese tipo supone numerosos desafíos en el campo de la ingeniería industrial y la ciencia de materiales, principalmente en el diseño de receptores solares capaces de soportar presiones superiores al punto crítico del fluido, y en los sistemas de almacenamiento de energía térmica asociados.
Los ciclos termodinámicos de fluidos supercríticos requieren que, en el foco frío del ciclo, la temperatura del fluido se encuentre cerca de su temperatura crítica, e idealmente a una temperatura menor, Si esta condición se cumple para el dióxido de carbono supercrítico, la eficiencia es superior a la obtenida con cualquier ciclo Rankine de agua/vapor en esas mismas condiciones.
Sin embargo, las plantas solares de concentración se instalan generalmente en climas áridos, en los que la temperatura ambiente a menudo supera los 35 °C. En esas condiciones, no sería posible enfriar lo suficiente el dióxido de carbono como para alcanzar un alto grado de eficiencia, sino que el trabajo de compresión requerido para hacer funcionar el ciclo termodinámico es demasiado elevado, reduciendo considerablemente la eficiencia de la central térmica. Para solventar esto, se puede emplear una mezcla de dióxido de carbono supercrítica. Varios estudios científicos se han centrado en este objetivo, evaluando la temperatura y presión críticas de diversas mezclas de dióxido de carbono con uno o varios fluidos dopantes. A modo de ejemplo, una mezcla con una temperatura crítica de 80 °C puede proporcionar eficiencias superiores a los ciclos Rankine agua/vapor para temperaturas del foco frío de hasta 50 °C.
| Fluido dopante (%molar) | Masa molecular del dopante (g/mol) | Temperatura crítica de la mezcla (°C) | Presión crítica de la mezcla (bar) |
| ----------------------- | ---------------------------------- | ------------------------------------- | ---------------------------------- |
| C6F6 (10)               | 58.21                              | 80.28                                 | 112.4                              |
| C6F6 (15)               | 65.32                              | 102.1                                 | 121.3                              |
| C6F6 (20)               | 72.42                              | 121.9                                 | 123.6                              |
| TiCl4 (15)              | 65.86                              | 93.76                                 | 190.9                              |
| TiCl4 (20)              | 73.15                              | 149.6                                 | 243.7                              |

El proyecto SCARABEUS ("Supercritical CARbon dioxide/Alternative fluids Blends for Efficiency Upgrade of Solar power plants"), perteneciente al programa de investigación Horizonte 2020, de la Unión Europea, realiza una nueva aproximación conceptual para implementar las mezclas de dióxido de carbono supercríticas en instalaciones de energía solar de concentración, con el fin de reducir los costes de capital y costes de operación mediante el empleo de ciclos termodinámicos más eficientes. El proyecto SCARABEUS es desarrollado por un consorcio de universidades europeas(Politecnico di Milano and Università degli Studi di Brescia de Italia, Technische Universität Wien de Austria, Universidad de Sevilla de España y University of London de Reino Unido) y compañías privadas (Kelvion de Alemania, Baker Hughes de Estados Unidos y Abengoa de España) con experiencia en energía solar de concentración.